# Serramonacesca
Serramonacesca – miejscowość i gmina we Włoszech, w regionie Abruzja, w prowincji Pescara.
Według danych na rok 2004 gminę zamieszkiwało 618 osób, 26,9 os./km².